# The Lord of the Rings: The Hunt for Gollum
Lord of the Rings: The Hunt for Gollum (слободан превод: Господар прстенова: Лов на Голума) је предстојећи амерички фантастични филм из 2027. године. Први је од два планирана филма рађена по роману Господар прстенова Џ. Р. Р. Толкина, која представљају преднаставак филмске трилогије Господар прстенова.

## Најава и продукција
Фебруара 2023, продуцентска кућа Warner Bros. саопштила је да су вођени преговори о снимању више филмова заснованих на књигама енглеског књижевника Толкина. Warner Bros. и New Line Cinema су потписали уговор о сарадњи, а почетком маја 2024. саопштено је да је у плану најмање два наставка чији је радни наслов Господар прстенова: Лов на Голума. Као продуценти филма су најављени Џексон, Волш и Бојенс. Режисер првог филма биће Енди Серкис по сценарију Волша, Бојенса, Гитинса и Папагеоргијуа. Иако је било планирано да се филм премијерно прикаже 2026. године, Серкис је на панелу у Ванкуверу 23. фебруара открио да је излазак филма одложен за годину дана. Уместо у децембру 2026, премијера је померена за децембар 2027. године.
Новозеландски јавни радио емитер РТЗ је саопштио да је известио да ће Велингтон, на Новом Зеланду, служити као продукцијски центар за нове филмове из серијала Господара прстенова.